# Nagoja

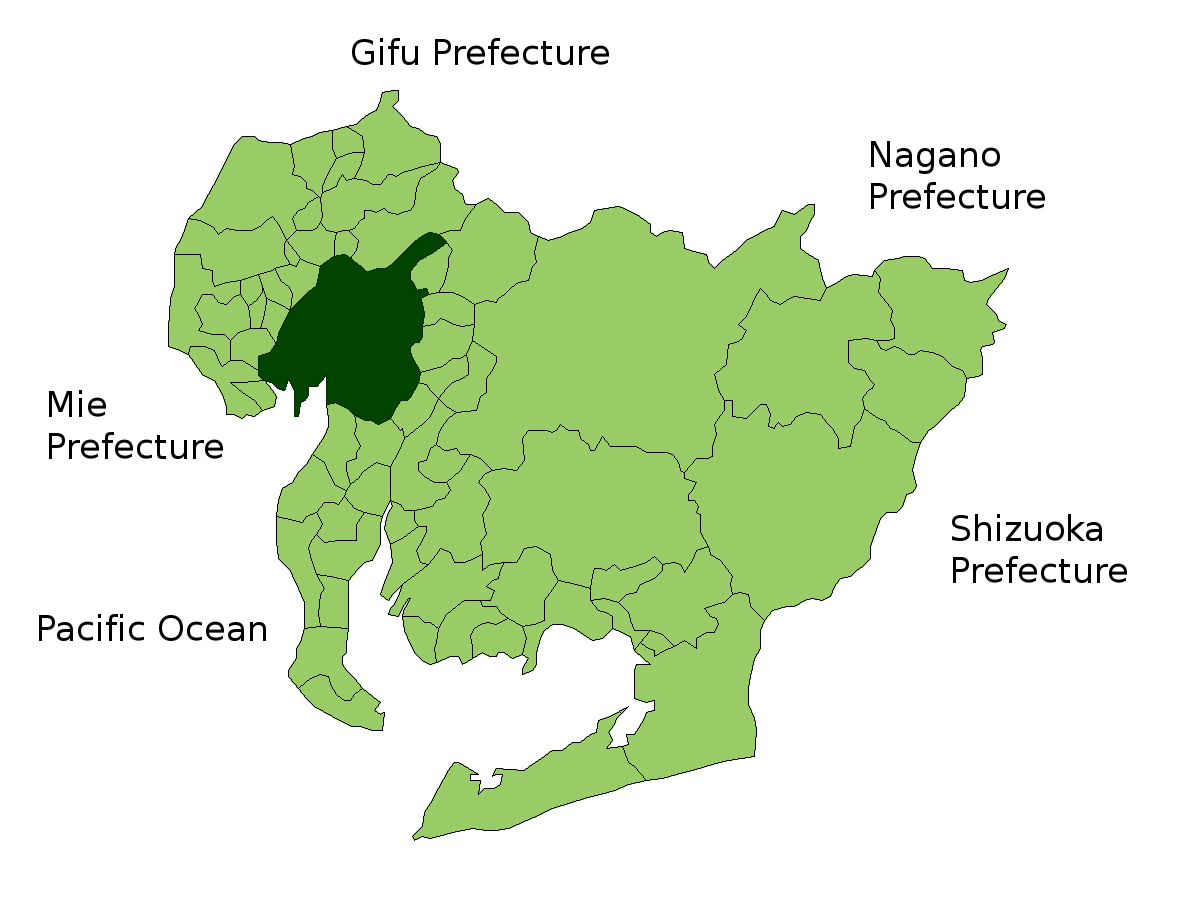
Poloha Nagoje na mapě prefektury Aiči

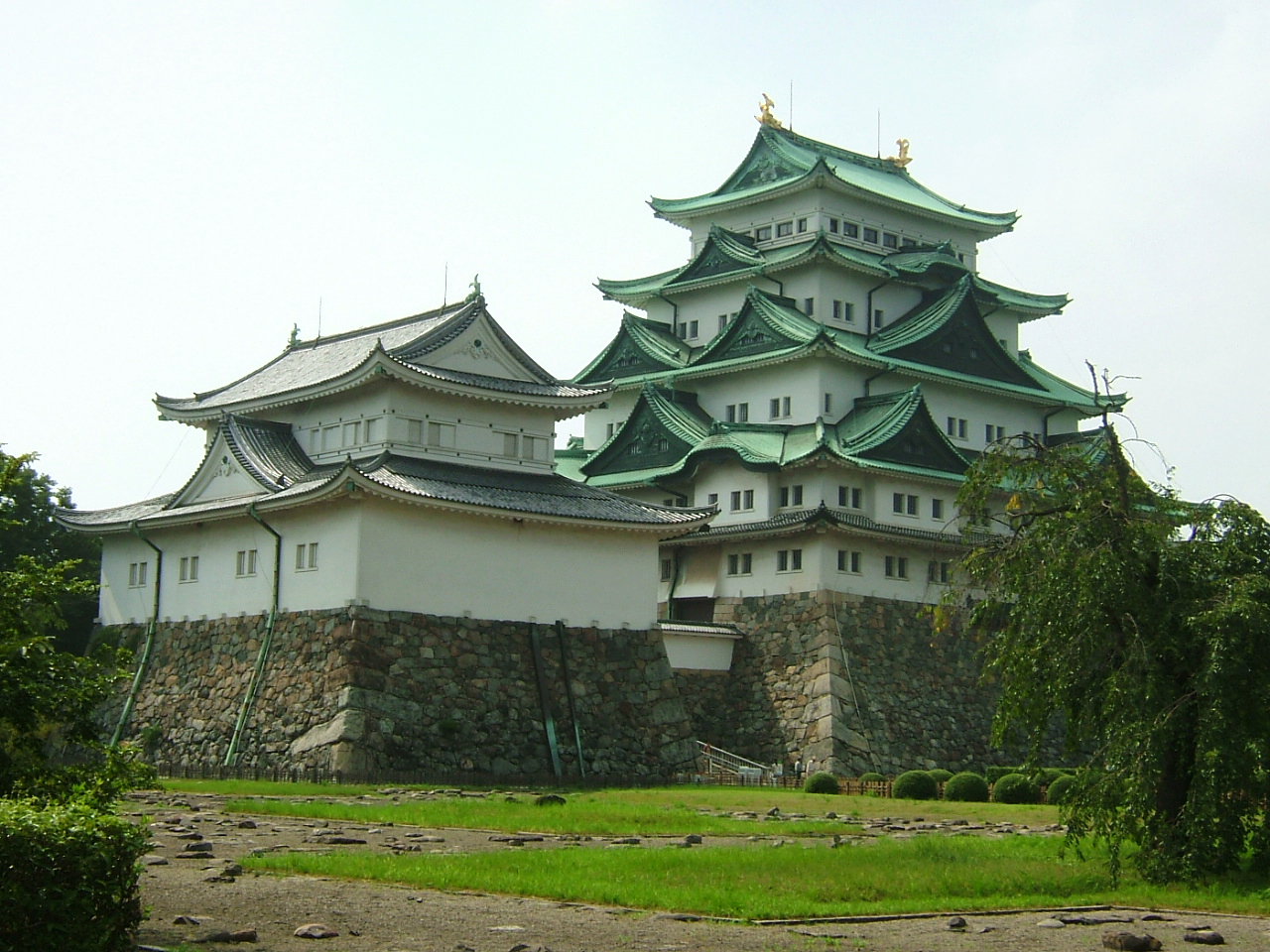
Nagojský hrad

Nagoja (japonsky 名古屋市, Nagoja-ši) je čtvrté největší město v Japonsku. Leží na břehu Tichého oceánu v regionu Čúbu na ostrově Honšú. Je hlavním městem prefektury Aiči. K 1. srpnu 2007 měla Nagoja 2 235 103 obyvatel a celkovou rozlohu 326,45 km².

## Historie
Roku 1612 zde byl založen hrad pojmenovaný podle vládnoucího rodu.
Nagoja byla povýšena na město (市, ši) 1. října 1889 a 1. září 1956 se stala „městem z titulu vládního nařízení“ (tzn., že je de facto postaveno na úroveň prefektury). V minulosti byl název města zapisován také jako 那古野 nebo 名護屋 (opět vyslovováno Nagoja), a protože město leží mezi Kjótem a Tokiem, bylo také známe jako Čúkjó (中京, „centrální hlavní město“). Etymologie názvu však není zcela jasná.

## Doprava
Přímo v severní části Nagoje leží letiště Nagoja, které dříve bylo pro město nejdůležitějším letištěm s řadou mezinárodních letů. Od otevření mezinárodního letiště Čúbu ležícího třicet kilometrů jižně od Nagoji převzalo mezinárodní provoz ono.

## Městské čtvrti
Nagoja se skládá z 16 čtvrtí (区, ku):
| - Acuta-ku (熱田区) - Čikusa-ku (千種区) - Higaši-ku (東区) - Kita-ku (北区) - Meitó-ku (名東区) - Midori-ku (緑区) - Minami-ku (南区) - Minato-ku (港区) | - Mizuho-ku (瑞穂区) - Morijama-ku (守山区) - Naka-ku (中区) - Nakagawa-ku (中川区) - Nakamura-ku (中村区) - Niši-ku (西区) - Šówa-ku (昭和区) - Tenpaku-ku (天白区) |

## Rodáci
- Tošiki Kaifu (1931–2022), japonský politik, předseda vlády Japonska v letech 1989–1991
- Susumu Tonegawa (* 1939), japonský imunolog, molekulární biolog a neurovědec, nositel Nobelovy ceny za fyziologii a lékařství za rok 1987
- Tošihide Masukawa (1940–2021), japonský teoretický fyzik, nositel Nobelovy ceny za fyziku za rok 2008
- Akinori Nakajama (* 1943), bývalý japonský gymnasta, držitel šesti zlatých olympijských medailí
- Miki Andová (* 1987), bývalá japonská krasobruslařka, dvojnásobná mistryně světa
- Madoka Hadžiová (* 1988), fotbalistka
- Šiho Tomariová (* 1990), fotbalistka
- Mao Asadaová (* 1990), japonská krasobruslařka, trojnásobná mistryně světa, stříbrná medailistka ze ZOH 2010

## Partnerská města
- Turín
- Los Angeles
- Ciudad de México
- Nanking
- Sydney